# Nieuw-Guinese tijgerroerdomp
De Nieuw-Guinese tijgerroerdomp (Zonerodius heliosylus) is een vogel uit de familie Ardeidae (Reigers). De vogel werd in 1828 beschreven door de Franse natuuronderzoeker René-Primevère Lesson, die als scheepsarts meereisde op een onderzoeksreis rond de wereld.

## Kenmerken
De vogel is 65 tot 71 cm lang en iets kleiner dan de Euraziatische roerdomp. Deze vogel is een middelgrote reigerachtige, geheel donkerbruin en licht roodbruin gestreept, met een zwarte kruin, lange dolkachtige snavel, donkerbruine rug en vleugels, ook weer met lichtbruine streping. De onderbuik is vuilwit tot heel licht roodbruin.

## Verspreiding en leefgebied
Deze soort is endemisch in Nieuw-Guinea en komt overal in geschikt habitat voor op het hoofdeiland, behalve in het centrale hoogland verder op de Aru-eilanden en het eiland Salawati, Het leefgebied bestaat uit kleine riviertjes, beken en poelen in natuurlijk bos tot op een hoogte van 1650 meter boven zeeniveau.

## Status
De grootte van de populatie werd in 2017 door BirdLife International geschat op 1,5 tot 7 duizend individuen en de populatie-aantallen nemen af door habitatverlies. Het leefgebied wordt plaatselijk aangetast door ontbossing waarbij natuurlijk bos wordt gekapt en geëxploiteerd. Om deze redenen staat Nieuw-Guinese tijgerroerdomp als gevoelig op de Rode Lijst van de IUCN.

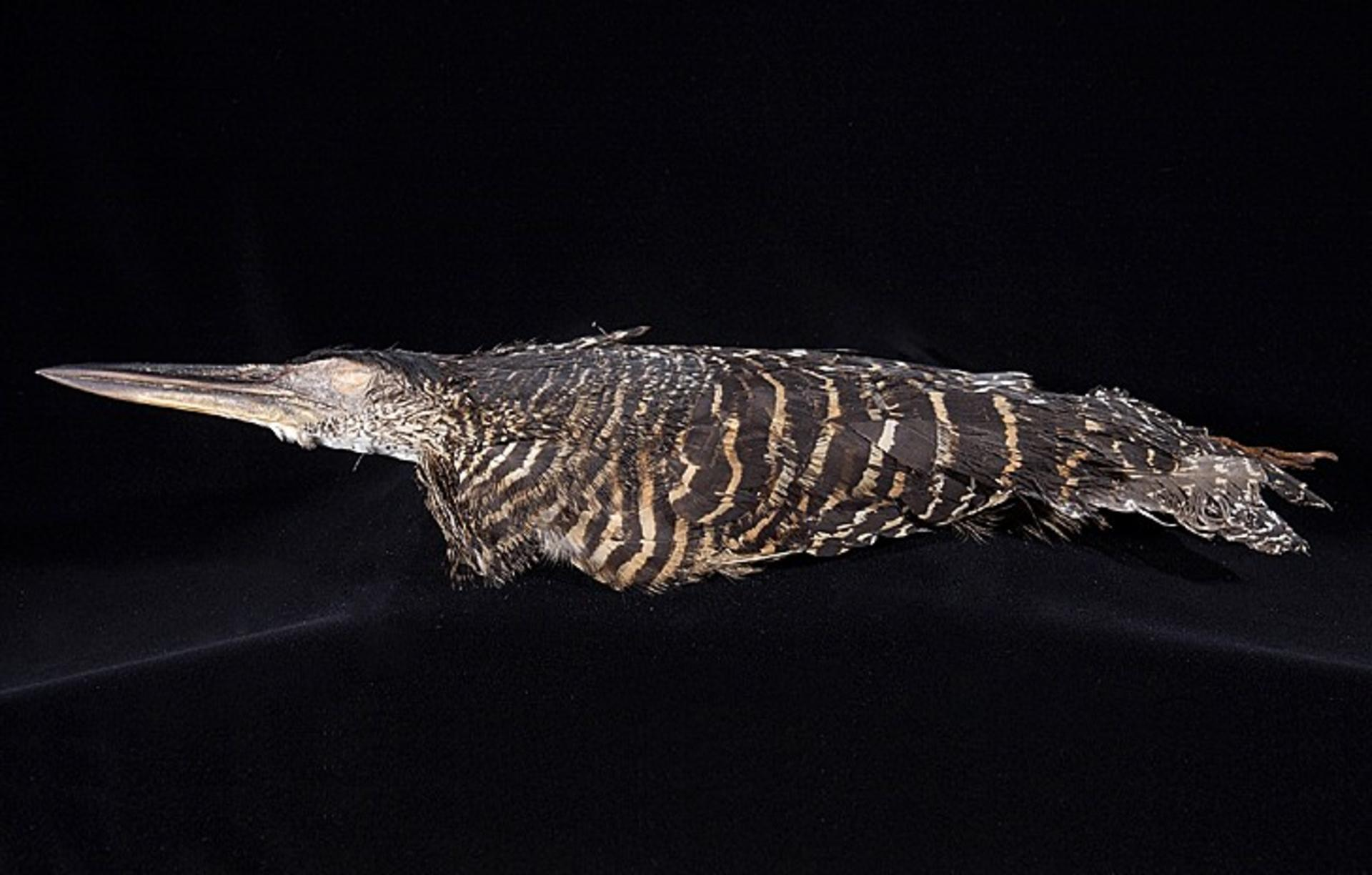
Balg van de Nieuw-Guinese tijgerroerdomp uit de collectie van het Zoölogisch Museum Amsterdam